# Trichardis grisescens
Trichardis grisescens là một loài ruồi trong họ Asilidae. Trichardis grisescens được Engel miêu tả năm 1924.